# 張力構造

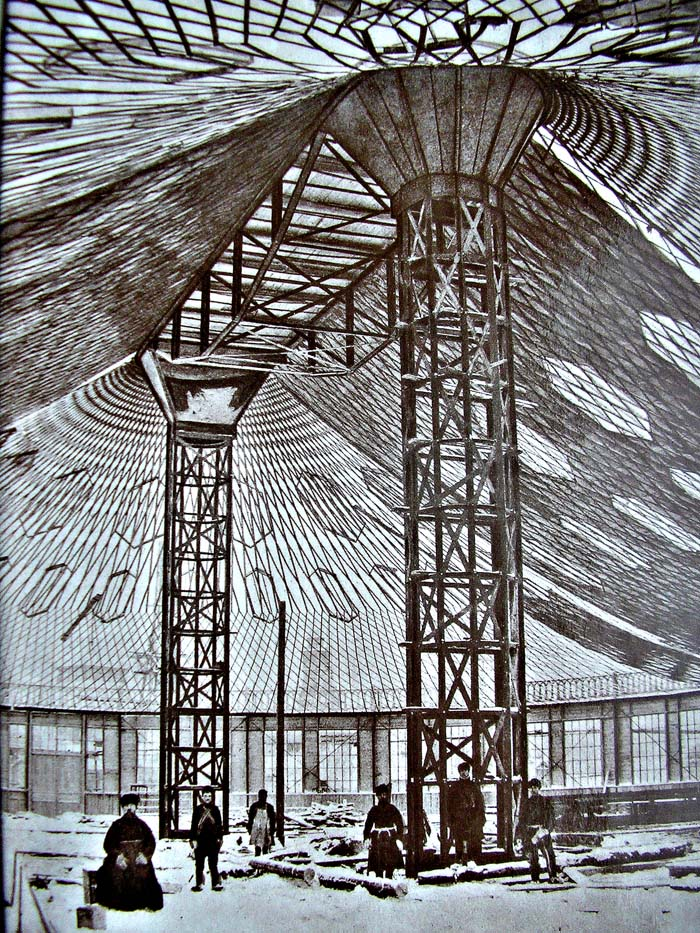
世界初の大規模張力構造建築物、全ロシア博覧会のパヴィリオン （1896年、ウラジーミル・シューホフ設計）

張力構造（ちょうりょくこうぞう）は、圧縮や曲げによらず、引張力により成立する構造形式である。
張力構造は、圧縮力と引張力の両方から成り立つテンセグリティ構造とは異なる。
構造物は引張部材単独では成立しないため、何らかの圧縮材、たとえばマスト状の柱、コンプレッションリング、梁などの部材と組み合わせる必要がある。張力構造を建築物の屋根に使うことで、コストの低減、大スパンの実現、印象的な曲面形状などのメリットが得られる。また、土木分野では吊り橋などに広く用いられている。

## 歴史

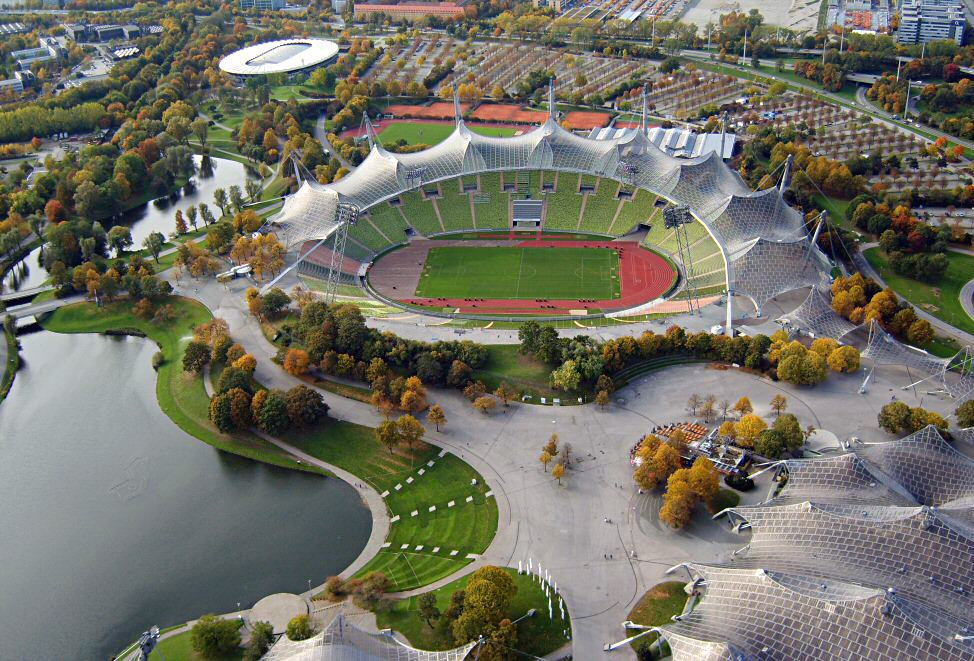
ミュンヘンオリンピック競技場（フライ・オットー設計）

張力構造が広く知られ、建築に用いられるようになったのは、20世紀後半のことである。
それまで使われていた張力構造はごく小規模なもの、たとえばロープと織物状部材から構成されたテントなどに限られていた。張力構造が大規模な建築物に利用されはじめた頃の代表例として挙げられるのは、最古のものではウラジーミル・シューホフ設計の全ロシア博覧会パヴィリオン、メルボルンにある1958年のシドニー・マイヤー・ミュージック・ボウルなどであろう。
張力構造をひとつの構造形式として確立したのはドイツの建築家、フライ・オットーである。オットーはモントリオール万博のドイツ館で張力構造を用いた。さらに1972年のミュンヘンオリンピックの競技場屋根で、吊屋根の連なる印象的な形状により注目を集め、張力構造の有用性を世に知らしめた。
1960年代は張力構造建築の黎明期となった。建築家や構造家たちはこぞって張力構造を建築物に取り入れ始めた。オヴ・アラップ、ビューロー・ハッポールド社、フライ・オットー、エーロ・サーリネン、ホースト・バーガー、ヨルグ・シュライヒらが挙げられる。
その後も、低コスト、軽量ゆえの安全性、大スパン構造物の需要といったメリットが注目され、現在なお研究と実践は続けられている。

## 張力構造を利用した構造物の例

### 線形構造
- 吊り橋
- ケーブルトラス
- ケーブル支持された梁・トラス

### 三次元構造
- 3次元ケーブルトラス
- テンセグリティ構造
- 自転車の車輪状構造 （ちょうど水平に倒した形状で屋根として用いる）

### 膜構造
- 張力膜構造
- エアドーム（ニューマチック構造）

## ケーブルと膜による張力構造

### 膜材料
双曲面などの形状を膜状の材料で作る場合、ポリエステルで表面をコーティングされたテフロン・ガラス繊維・PVCなどが用いられる。
その他にも、エチレンテトラフルオロエチレン(ETFE)フィルムが材料として用いられることがある。
これは単層の膜として使われることもあれば、中に空気を入れたキルティング状、クッション状の膜として使われることもある。空気でキルティング上に膨らませるのは、断熱などのを機能をもたせる場合も、ミュンヘンのアリアンツ・アレナのようにもっぱら意匠的効果を目的とする場合もある。

### ケーブル材料
張力構造用のケーブルには、炭素鋼・高強度鋼・ステンレス・ポリエステル・アラミド繊維などが使われる。
構造用には、小径の繊維を束ね、より合わせて太いケーブル状にしたものが用いられる。材質ごとの張力は、おおよそ以下の表のような値となっている。（UTS = 引張破断強度）
|                  | E (kN/mm2) | UTS (N/mm2) | UTSの50%における歪み |
| ---------------- | ---------- | ----------- | -------------------- |
| 鋼棒             | 210        | 400–800     | 0.24%                |
| 鋼より線         | 170        | 1550–1770   | 1%                   |
| ワイヤロープ     | 112        | 1550–1770   | 1.5%                 |
| ポリエステル繊維 | 7.5        | 910         | 6%                   |
| アラミド繊維     | 112        | 2800        | 2.5%                 |

### 形態
エアサポート構造は、内部に封入された空気のみを圧縮材として成立している構造である。
織物による構造は、多くの場合カテナリー曲線をなしている。
張力材は、双曲面をなすことによって、風荷重や積雪荷重を支えるだけの剛性を発揮することができる。
想定どおりの曲面を実現するためには、あらかじめ応力を加えたプレストレスト材を用いることが多い。

### 解析方法
デザイン通りの形態を実現するためには、複雑な非線形解析を行って部材に初期張力を与える必要があり、1990年代までは単純なケーブル以外の設計は困難であった。
双曲面の設計では、たいていスケールモデルを作成して、その挙動を把握しながらスタディを行う。こうした模型の作成には、ストッキングやタイツの素材、石鹸の膜など、建築用の材料に似た挙動を示す材料 （剪断力を伝えないもの） が用いられる。（建築家フライ・オットーは、膜構造建築の研究においてしばしばシャボン玉を用いている。）
石鹸の膜は、均一な張力を保ちながら面を張ることになる。しかし、これが大面積のフィルム状の材料となると、フィルムの自重が形状にもたらす影響も無視できなくなる。
双曲面を持つ膜については、以下の式が成り立つ。
{\displaystyle w={\frac {t_{1}}{R_{1}}}+{\frac {t_{2}}{R_{2}}}}
条件:
- R1 および R2 は、膜状の材料の各方向の主曲率半径。
- t1 および t2 は、各方向の張力。
- w は1m2あたりの荷重。

このとき、主曲率線同士がねじれや交差を起こさないという条件を満たすようにする。
張力を持ち、荷重のかかっていない場合、 w = 0 であるから、 {\displaystyle {\frac {t_{1}}{R_{1}}}=-{\frac {t_{2}}{R_{2}}}} が成立。
石鹸の膜上では、すべての点・方向への張力が等しくなる。すなわち、t1 = t2 であるから、 R1 = −R2 が成立。
この式を基本として、非線形解析プログラム （有限要素法を用いる場合もある） を組み、構造を解く。
最終的には、以下の要素を決定することになる。
- 膜の形状およびパターン

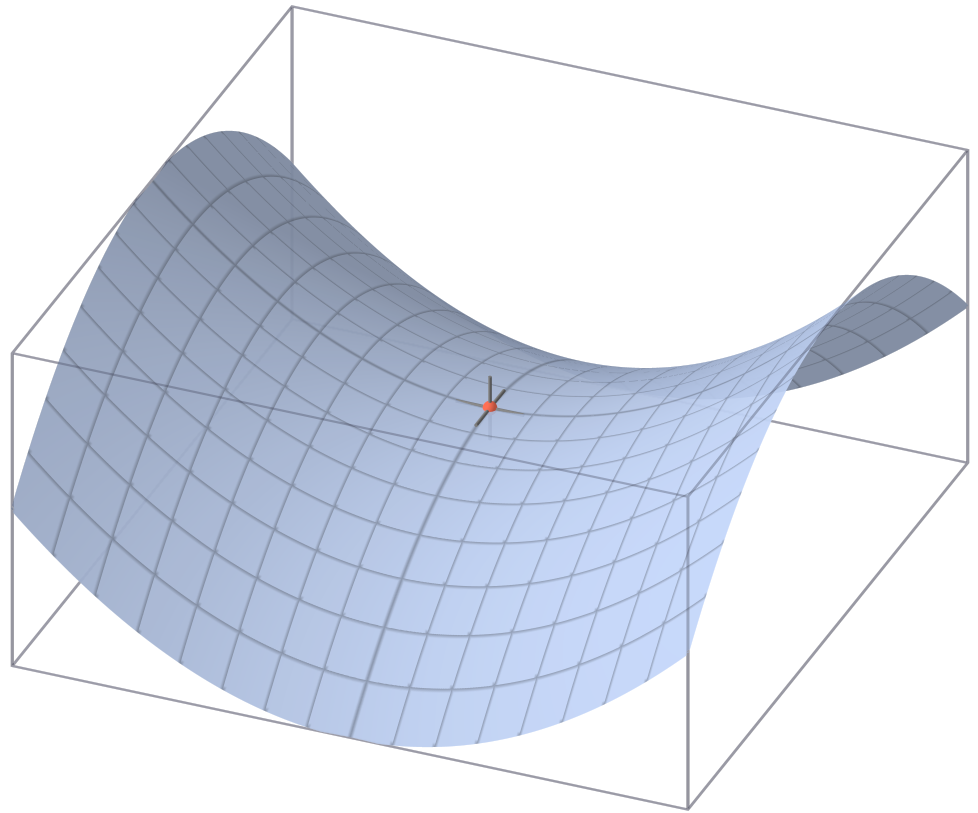
馬の鞍型

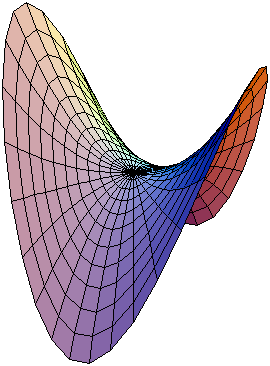
双曲放物面

- 膜を支持する部材 （支柱、ケーブルなど） の形状
- 膜材料およびその支持のための部材に施すべき初期張力の解析

なお、湛水が起こると、水の荷重による変形や水漏れなどの不具合を起こすため、注意が必要である。また、雪は水のように流れ落ちずに構造物上にとどまり、大きな積雪荷重がかかる場合がある。たとえば、エアサポート構造のメトロドーム（アメリカ／ミネソタ）は、積雪により屋根が破損し、潰れるという事故を起こしている。このような事故を避けるため、加熱により雪を溶かす機構を組み込む場合もある。

### 初期張力
初期張力とは、自重や積載荷重に加えて人工的に付加された張力のことである。
初期張力は、変形の起こりやすい部材が、想定される荷重がかかっても剛性を保てるように与えられる。
初期張力を利用した身近な例として、天井から床に張られたケーブル、もしくはつっかえ棒によって支持される棚がある。これらのケーブルや柱から初期張力を取り除き、たるみを持たせてしまえば、構造は成立しなくなってしまう。
膜構造において、初期張力は支持用のケーブルから膜を張る力によって調整され、初期張力の調整によって形状が決定される。

## 単純な吊りケーブルの数学的解析

### 均一な荷重を持つケーブル
2点で支持されたケーブルの単純なモデルを考えてみる。ケーブルは、半径 R をもつ円弧をなすと考える
釣り合いの式より:
水平方向・垂直方向の反作用:
{\displaystyle H={\frac {wS^{2}}{8d}}}
{\displaystyle V={\frac {wS}{2}}}
幾何的拘束条件より:
ケーブルの長さ:
{\displaystyle L=2Rsin^{-1}({\frac {S}{2R}})}
ケーブルの張力:
{\displaystyle T={\sqrt {H^{2}+V^{2}}}}
代入する:
{\displaystyle T={\sqrt {{({\frac {wS^{2}}{8d}}})^{2}+({\frac {wS}{2}})^{2}}}}
また、張力は以下の値に等しくなる:
{\displaystyle T=wR}
荷重をもったケーブルの伸びは （軸方向剛性 k が {\displaystyle k={\frac {EA}{L}}} で与えられるとき、フックの法則より）:
{\displaystyle e={\frac {TL}{EA}}}
（E はケーブルのヤング率、 A は断面積とする。）
初期張力 {\displaystyle T_{0}} がケーブルに加えられているとき、伸びは以下の式で与えられる:
{\displaystyle e=L-L_{0}={\frac {L_{0}(T-T_{0})}{EA}}}
以上より:
{\displaystyle {\frac {L_{0}(T-T_{0})}{EA}}+L_{0}={\frac {2T}{wSin^{-1}({\frac {wS}{2T}})}}}

### 中央に荷重のかかるケーブル
荷重なしの場合と同様に:
釣り合いの式より:
{\displaystyle W={\frac {4Td}{L}}}
{\displaystyle d={\frac {WL}{4T}}}
幾何的拘束条件より:
{\displaystyle L={\sqrt {S^{2}+4d^{2}}}={\sqrt {S^{2}+4({\frac {WL}{2T}})^{2}}}}
以下の関係が成り立つ:
{\displaystyle L_{0}+{\frac {L_{0}(T-T_{0})}{EA}}={\sqrt {S^{2}+4({\frac {W(L_{0}+{\frac {L_{0}(T-T_{0})}{EA}})}{4T}})^{2}}}}

## 張力構造を持つ代表的な建築物

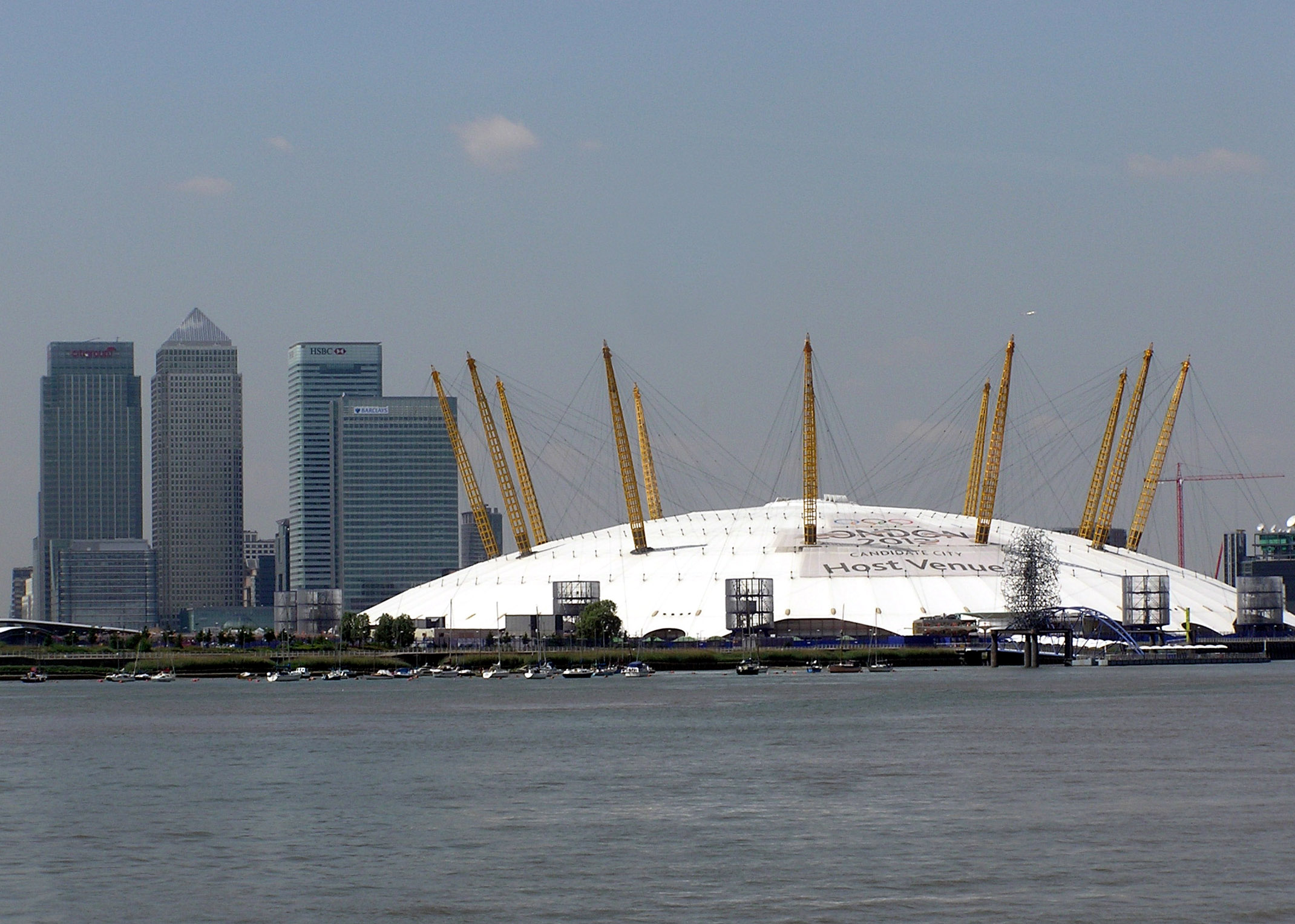
ミレニアム・ドーム（イギリス）
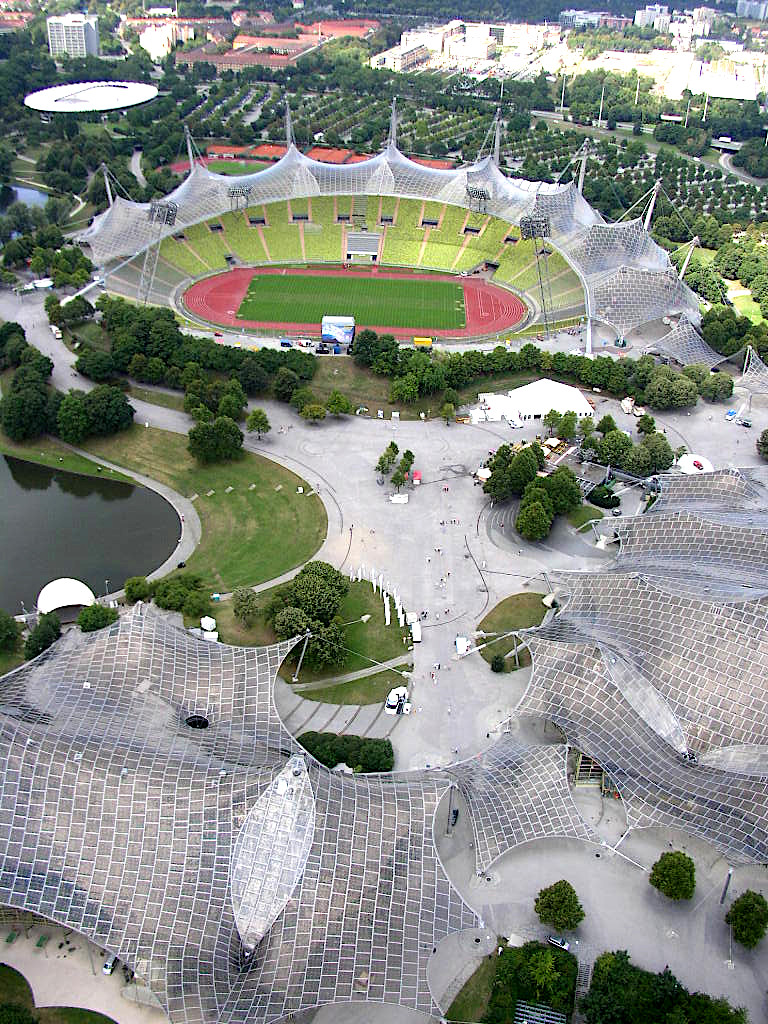
ミュンヘンオリンピック競技場（ドイツ）
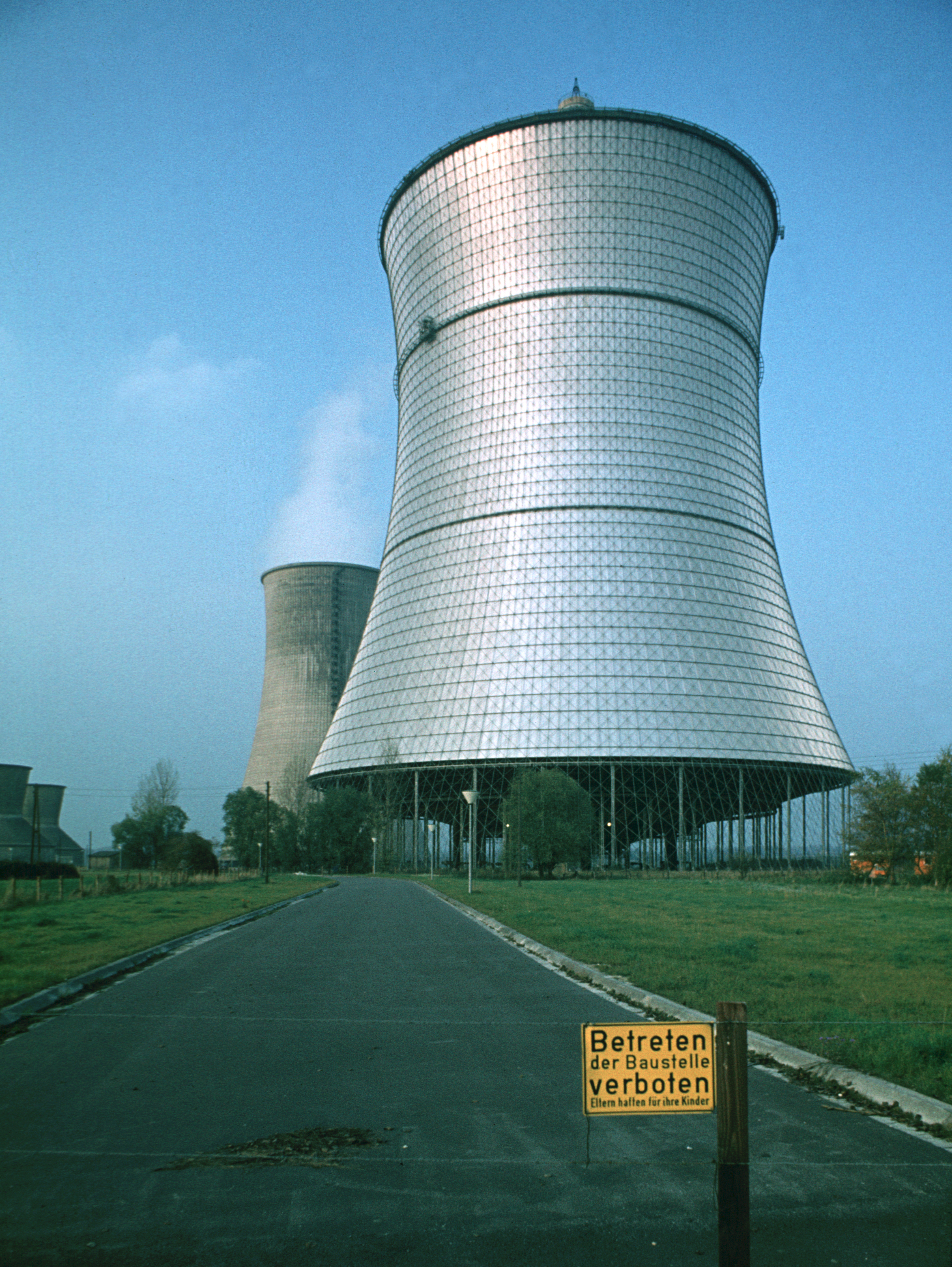
THTR-300冷却塔（ドイツ）
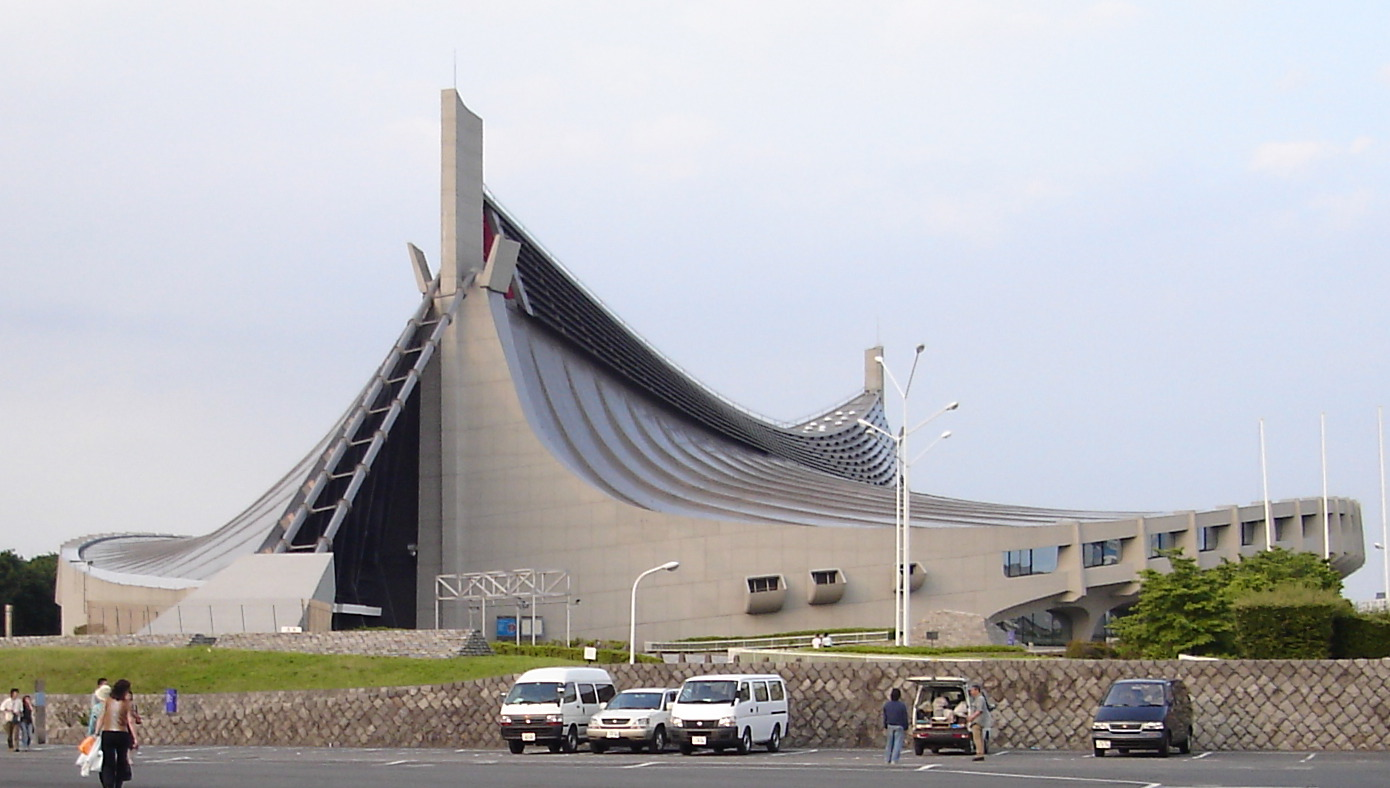
国立代々木競技場（日本）
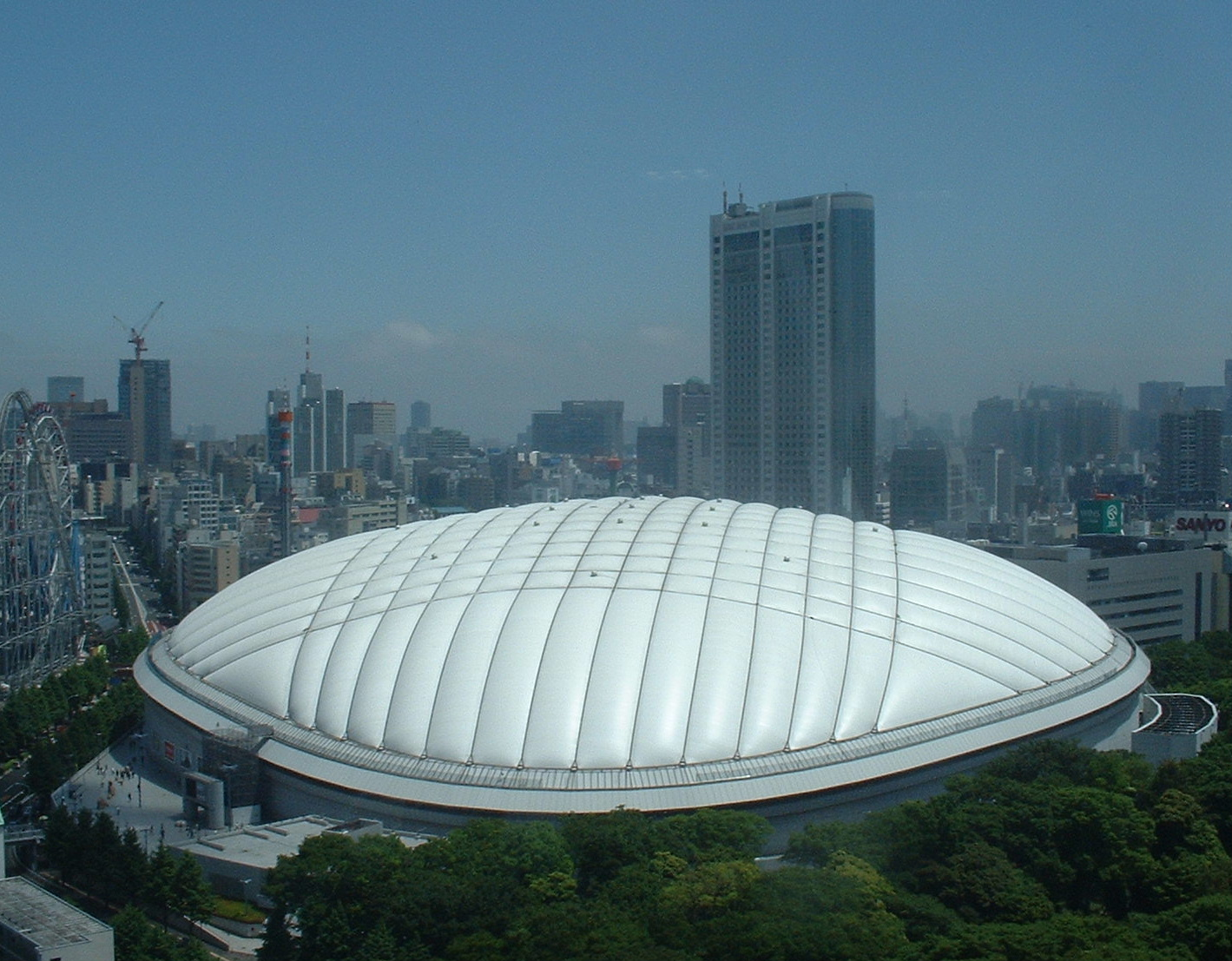
東京ドーム（日本）
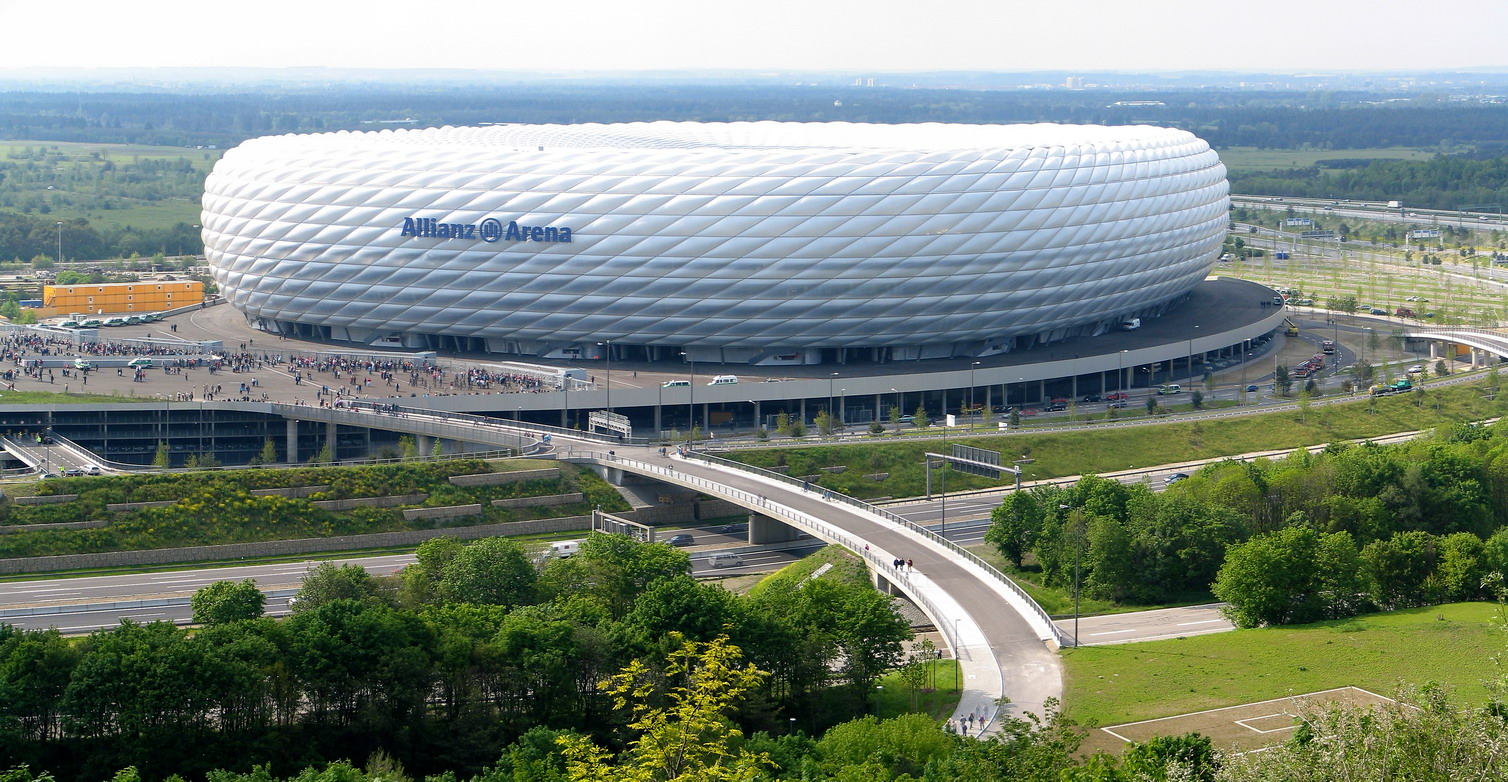
アリアンツ・アレナ（ドイツ）